# Wayland (Missouri)
Pour les articles homonymes, voir Wayland (homonymie).
Wayland est une ville du comté de Clark, dans le Missouri, aux États-Unis,. Située à l'est du comté, elle est fondée en 1880 et incorporée en 1962.

## Démographie
Lors du recensement de 2010, la ville comptait une population de 159 habitants. Elle est estimée, en 2016, à 149 habitants.

## Source de la traduction
- (en) Cet article est partiellement ou en totalité issu de l’article de Wikipédia en anglais intitulé « Wayland, Missouri » (voir la liste des auteurs).